# 30-35 VOL.3 「おニャン子クラブ」特集
『30-35 VOL.3 「おニャン子クラブ」特集』（サンゼロ・サンゴー ヴォリューム・スリー 「おニャンこクラブ」とくしゅう）は、おニャン子クラブ及び同グループから別名義でデビューした歌手の楽曲を集めたコンピレーション型ベスト・アルバム。2005年7月27日発売。発売元はSony Music Direct。

## 解説
1980年代に活躍した女性アイドルグループ、おニャン子クラブと、同グループから派生したソロ・ユニット名義の楽曲から選曲された、完全生産限定のベスト・アルバム。
本作品のタイトルにもある「30-35」は企画CDの商号で、30-35歳をターゲットにしたCDマガジン。第1弾『30-35 vol.0 「卒業」』、第2弾『30-35 vol.1 ｢もう一回、バンドやろうぜ!」』、第3弾『30-35 vol.2 ｢人生とは闘いである。」』に続き、本作品が第4弾となるシリーズモノである。
合間のディスク・ナビゲーターとして茂木淳一が参加。また、同グループ初期の代表格でもあった新田恵利とツイン・ヴォーカルをとったデュエット曲、「真夏のアルバイト」が新曲として収録された。
収録歌手・収録曲ともに、同グループを代表するような楽曲リストとなっているが、オリコン・シングルチャート1位獲得歌手の中では高井麻巳子と工藤静香が未収録となっている。
CDは透明クリア・ケースではなく、書籍サイズの特殊仕様。新田恵利、国生さゆり、渡辺美奈代へのインタビュー記事等を掲載したマガジンが付属している。

## 収録曲
1. プロローグ
2. セーラー服を脱がさないで
  - 作詞: 秋元康、作曲・編曲: 佐藤準
  - 歌: おニャン子クラブ（1985.7.5）
3. 涙の茉莉花LOVE
  - 作詞: T2（稲葉竜文・後藤次利）、作曲・編曲: 後藤次利
  - 歌: 河合その子（1985.9.1）
4. 冬のオペラグラス
  - 作詞: 秋元康、作曲・編曲: 佐藤準
  - 歌: 新田恵利（1986.1.1）
5. バナナの涙
  - 作詞: 秋元康、作曲・編曲: 後藤次利
  - 歌: うしろゆびさされ組（1986.1.21）
6. バレンタイン・キッス
  - 作詞: 秋元康、作曲: 瀬井広明、編曲: 佐藤準
  - 歌: 国生さゆり with おニャン子クラブ（1986.2.1）
7. 季節はずれの恋
  - 作詞: 秋元康、作曲: 山梨鐐平、編曲: 瀬尾一三
  - 歌: 吉沢秋絵（1986.3.1）
8. 故郷だより
9. 青いスタスィオン
  - 作詞: 秋元康、作曲・編曲: 後藤次利
  - 歌: 河合その子（1986.3.21）
10. 私は里歌ちゃん
  - 作詞: 秋元康、作曲・編曲: 見岳章
  - 歌: ニャンギラス（1986.4.1）
11. 恋のロープをほどかないで
  - 作詞: 秋元康、作曲・編曲: 後藤次利
  - 歌: 新田恵利（1986.4.10）
12. 夏を待てない
  - 作詞: 秋元康、作曲: 後藤次利、編曲: 佐藤準
  - 歌: 国生さゆり（1986.5.10）
13. 風のInvitation
  - 作詞: 秋元康、作曲: 高橋研、編曲: 佐藤準
  - 歌: 福永恵規（1986.5.21）
14. あじさい橋
  - 作詞: 秋元康、作曲・編曲: 見岳章
  - 歌: 城之内早苗（1986.6.11）
15. 瞳に約束
  - 作詞: 秋元康、作曲・編曲: 後藤次利
  - 歌: 渡辺美奈代（1986.7.16）
16. ボーカル・レッスン
17. 渚の『・・・・・』
  - 作詞: 秋元康、作曲・編曲: 後藤次利
  - 歌: うしろゆびさされ組（1986.8.27）
18. 深呼吸して
  - 作詞: 秋元康、作曲: 山本はるきち、編曲: 佐藤準
  - 歌: 渡辺満里奈with おニャン子クラブ（1986.10.8）
19. TOO ADULT
  - 作詞: 秋元康、作曲・編曲: 後藤次利
  - 歌: 渡辺美奈代（1987.1.15）
20. 時の河を越えて
  - 作詞: 秋元康、作曲・編曲: 後藤次利
  - 歌: うしろ髪ひかれ隊（1987.5.7）
21. 真赤な自転車
  - 作詞: 秋元康、作曲: 高橋研、編曲: 佐藤準
  - 歌: おニャン子クラブ（1985.9.21）
22. 真夏のアルバイト
  - 作詞: 茂木淳一、作曲・編曲: 馬場一嘉
  - 歌: 茂木淳一 & 新田恵利

## 関連作品
- KICK OFF M-21
- おニャン子クラブA面コレクション M-2～7・9～15・17～20
- おニャン子クラブ ミニ・ベスト M-2・21
- おニャン子クラブ ソロ&ユニット ミニ・ベスト M-4・5・13・20
- おニャン子クラブ大全集 M-2・5・6・18・21
- おニャン子クラブ大全集 for HiQualityCD 上・下巻 限定CD-BOX M-2・5・6・18・21